# ジョゼフ・フランクリン
ジョゼフ・ポール・フランクリン（英語: Joseph Paul Franklin, 1950年4月13日 - 2013年11月20日）は、アメリカ合衆国のシリアルキラー。1977年から80年までに20人を殺したとされている。彼はいくつかの殺人で既に有罪を宣告され、ラリー・フリントとヴァーノン・ジョーダンの暗殺を企図したことを告白している。しかし、供述には曖昧な点も多く、不確かなケースも多い。

## 出生
ジョゼフ・ポール・フランクリン（以下、ジョゼフ）は、1950年にアラバマ州モービルの貧しい家に生まれた。本名はジェームズ・クレイトン・ボーンといったが、26歳のときにジョゼフ・ポール・フランクリンに改名した。これは、ポール・ジョゼフ・ゲッベルス（パウル・ヨーゼフ・ゲッベルス）とベンジャミン・フランクリンからとられたものだった。ジョゼフは、幼少期に暴力的な両親の虐待に苦しんだ。高校時代には既にナチズムへの関心を持ち始め、後にアメリカ・ナチ党とクー・クラックス・クランの会員となった。

## 劣等人種の排除
ジョゼフは、東海岸の各地を放浪し、彼が劣等人種であると信じた黒人とユダヤ人を殺した。ジョゼフは、左目を部分的に、右目を完全に失明していたにもかかわらず、狙った的を外さない熟練したスナイパーだった。彼の殺人の多くは、100フィート以上離れた場所からの狙撃が大部分だった。彼は、近距離で殺害することを嫌い、遠くから狙撃する方法を好んだ。ジョゼフは、また、非常に計画的な殺人者だった。殺人の前に幾つかの逃げ道を確保していた。なお、ジョゼフが、テッド・バンディに代表される他のシリアルキラーと区別されるのは、殺害の手法が彼らと大きく異なるからだった。つまり、ジョゼフの殺人は、性欲や快楽、嗜虐を目的とせず、ただ「劣等人種の排除」のみを目的としたからだった。

## シリアルキラー
1977年に3年にも及ぶジョゼフの殺人歴は始まった。ジョゼフのイデオロギーはただ一つ、「劣等人種の排除」、曰く「神が、私に人種戦争を始めさせた」というものだった。ジョゼフの最初の殺人は、ウィスコンシン州マディソンでの、異人種間のカップルの無作為殺害だった。ジョゼフは、後のインタビューで、「どのケースの場合も、予め殺害方法と逃亡方法を周到に計画し、服や車を変えるように髪型や髪色を変えた」と語った。

### カーター大統領のケース
ジョゼフは、ジミー・カーター大統領の公民権への見解に怒り、彼を何度も脅迫した。

### ジェシー・ジャクソン、ヴァーノン・ジョーダンのケース
また、ジェシー・ジャクソン（米国の公民権運動家）の殺害も企図したが、ジャクソンの周到なセキュリティの前に断念した。そこで、ジョゼフは、ジャクソンの代わりにヴァーノン・ジョーダンを標的にした。

### ラリー・フリントのケース

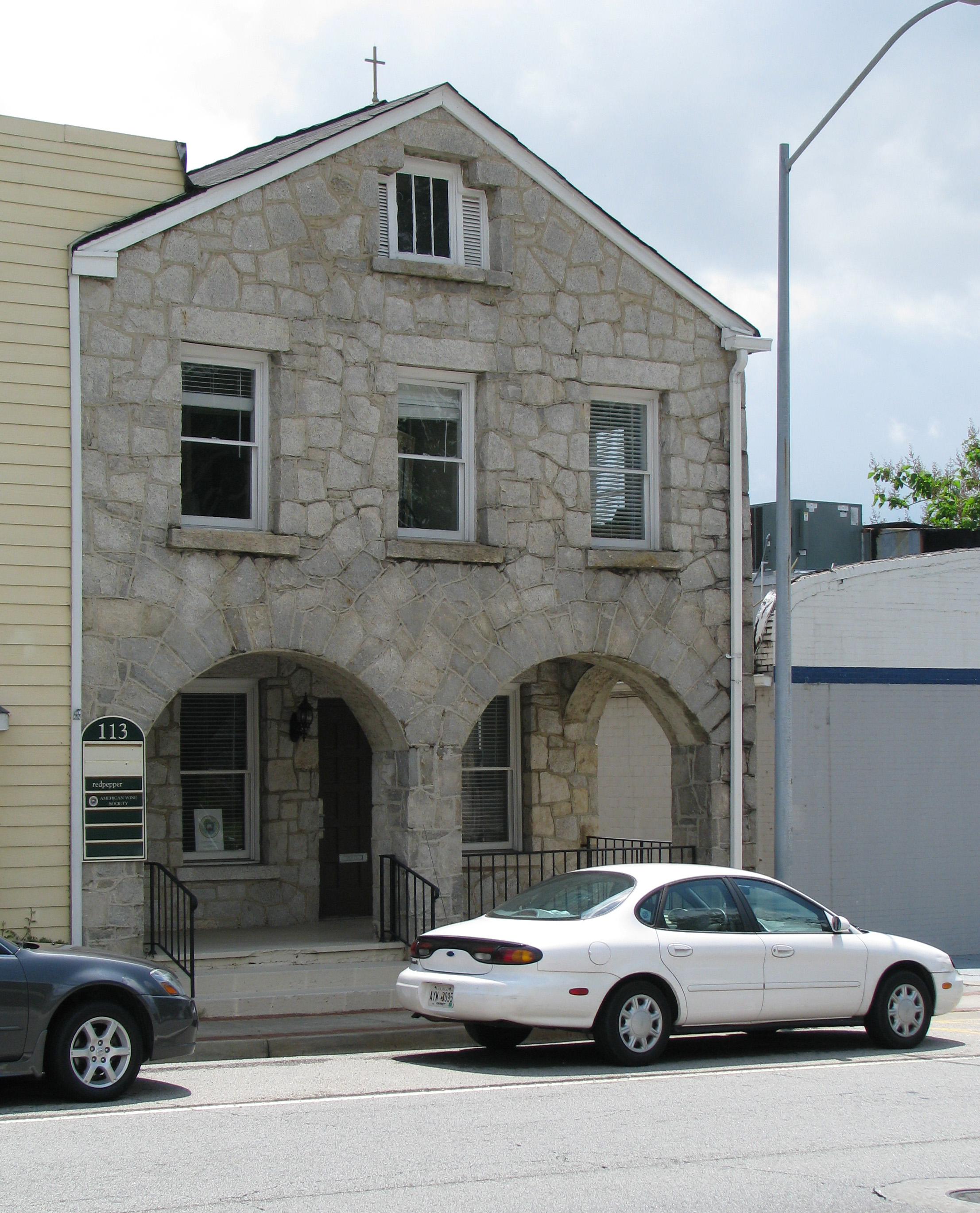
ラリー・フリント襲撃現場

1978年3月6日、フランクリンは、ラリー・フリントとその弁護士ジーン・リーブズに発砲した。理由は、フリントの発行していた『ハスラー』が黒人と白人による性交渉を掲載したことへの抗議だった。フリントは、この銃撃により下半身不随となった。

## 逃亡と逮捕、死刑宣告
ジョゼフは、長い間逃亡を続けたが、1980年にフロリダ州で捕らえられた。その際、ジョゼフの採血をした看護婦は、ジョゼフの腕にハクトウワシのタトゥーを確認した。ジョゼフは、詳細に供述し、裁判にかけられ、1997年にミズーリ州で死刑を宣告された。罪状は、20の殺人、6の暴行、16の銀行強盗、2の爆破だった。
死刑執行の目前であった2013年10月、銃撃により車いす生活を余儀なくされたラリー・フリントは、フランクリンの死刑執行を中止するよう当局に求めたが、すでに覆せるものではなかった。同年11月20日午前6時(中部時間)、ミズーリ州の刑務所にて薬物注射により死刑が執行された。最後の晩餐を拒否し、執行直前の遺言は残さなかった。